# Chiesa di San Pancrazio (Ipswich)
La chiesa di San Pancrazio è una chiesa cattolica a Ipswich, in Inghilterra. È la cattedrale cattolica per l'est dell'Inghilterra ed è un monumento classificato (grado due).

## Costruzione e dedizione della Chiesa

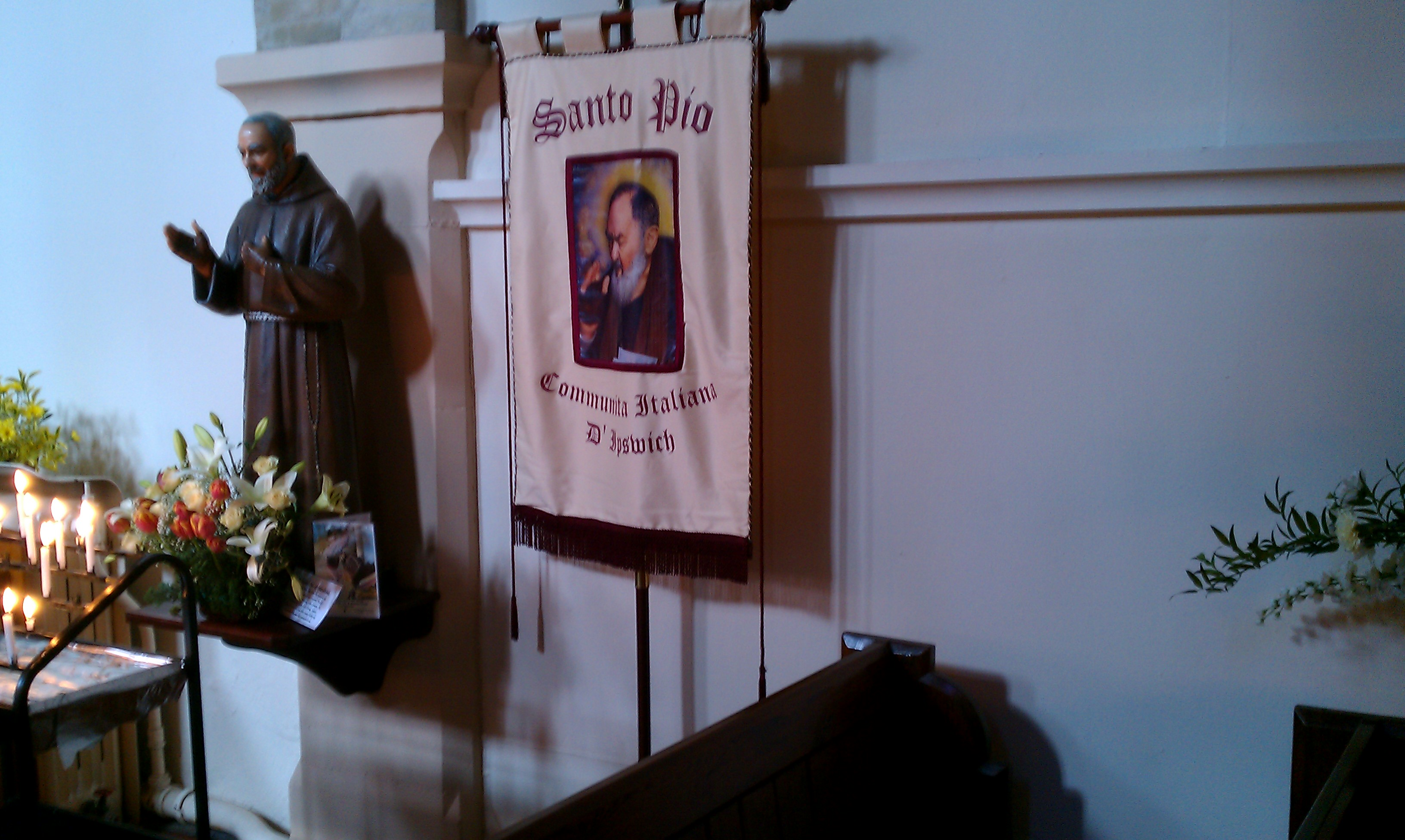
Statua di Padre Pio e un banner per la Comunità Italiana D'Ipswich.

La costruzione di San Pancrazio venne largamente finanziata dall'abate Louis Simon. L'abate Simon era un sacerdote francese venuto a Ipswich nel 1793, durante la rivoluzione francese, e divenne il primo sacerdote cattolico a celebrare la messa regolarmente a Ipswich dopo la riforma. Simon proveniva da una famiglia aristocratica della Normandia e vendette le proprietà che ereditò in patria per finanziare la costruzione della chiesa nella sua città adottiva. La chiesa fu costruita da George Goldie, un importante architetto cattolico. Goldie voleva creare una grande struttura, una cattedrale per una diocesi cattolica futura dell'East Anglia. La chiesa e la zona circostante erano originariamente parte della parrocchia cattolica di St Mary's, Woodbridge Road, nella diocesi di Northampton. La chiesa venne consacrata dal vescovo di Northampton, Francis Amherst.

## Storia
Due anni dopo che la chiesa fu consacrata, nel 1863, fu bersaglio di una serie di sommosse anti-cattoliche. I tumulti terminarono solo quando il sindaco di Ipswich arruoló 200 poliziotti. Nel 1871 la chiesa divenne una parrocchia separata, per i primi dieci anni gestita dai Pallottini. Nel 1885 San Pancrazio si fuse con St Mary's per diventare una sola parrocchia. Tale unione perdurò sino al 1919. 
Negli anni quaranta fu il centro della comunità polacca di Ipswich. In 1976 la chiesa, con tutte le altre parrocchie cattoliche del Suffolk, venne trasferita alla nuova diocesi dell'East Anglia. Il giorno del Natale 1985 la chiesa fu gravemente danneggiata da un incendio doloso.